# 悪との距離
『悪との距離』（あくとのきょり、原題: 我們與惡的距離、英題: The World Between Us）は、2018年の台湾のテレビドラマ。
1つの無差別殺人事件を軸に、加害者や被害者・メディアなど様々な立場からの視点で描いた社会派ドラマ。第54回金鐘奨では史上最多14部門にノミネートされ、6部門で受賞した。

## キャスト
- アリッサ・チア（賈静雯） - 宋喬安（ソン・チャオアン）
- ウェン・シェンハオ（温昇豪） - 劉昭國（リウ・ジャオグオ）
- ウー・カンレン（呉慷仁） - 王赦（ワン・シャー）
- チェン・ユー（陳妤） - 李大芝（リー・ダージー。元：李暁文（リー・シャオウェン））
- ゾン・ペイツー（曾沛慈） - 應思悦（イン・スーユエ）
- リン・ジェーシー（林哲熹） - 應思聡（イン・スーツォン）
- チョウ・ツァイシー（周采詩） - 丁美媚（ディン・メイメイ）
- ホンドゥラス（洪都拉斯） - 廖紐世（リャオ・ニウシー）
- シー・ミンシュアイ（施名帥） - 林一駿（リン・イージュン）
- アリソン・リン（林予晞） - 宋喬平（ソン・チャオピン）
- ワン・コーユエン（王可元） - 李暁明（リー・シャオミン）
- ジエンチャン（検場） - 李功軻（リー・ゴンコー）
- シエ・チョンシュアン（謝瓊煖） - 林秀麗（リン・ショウリー）

## 受賞
- 第54回電視金鐘奨
  - 連続ドラマ作品賞
  - 連続ドラマ監督賞
  - 連続ドラマ脚本賞
  - 連続ドラマ主演女優賞（アリッサ・チア）
  - 連続ドラマ助演男優賞（ウェン・シェンハオ）
  - 連続ドラマ助演女優賞（ゾン・ペイツー）

## 日本での放送
- 2022年4月23日より、サンテレビにて放送された。